# Teatro Sant'Angelo
Il Teatro Sant'Angelo (in lingua veneziana Teatro San Angelo) era un teatro di Venezia che operò dal 1677, costruito dall'architetto Santurini, sino agli ultimi anni del XVIII secolo. Considerato uno dei sette teatri lirici di Venezia dell'epoca, era concorrente storico, nella programmazione, del Teatro San Moisè.
Situato vicino a Ponte di Rialto, fu inaugurato nel 1677 con il dramma Helena rapita da Paride di Domenico Freschi. La struttura disponeva di 136 palchetti.
Tra i protagonisti assoluti del teatro vi fu Vivaldi che ne ravvivò parecchie stagioni musicali (rappresentando qui dodici sue opere tra quelle espressamente composte per essere rappresentate per la prima volta a Venezia), e tra il 1748 ed il 1753 vi si rappresentarono numerose commedie di Carlo Goldoni (da La vedova scaltra a La locandiera), legato al teatro grazie ad un accordo con il capocomico Girolamo Medebach. In seguito il palcoscenico veneziano perse importanza ed entrò in declino. Nel 1804, durante l'occupazione francese, fu chiuso insieme ad altri teatri veneziani minori e in seguito al suo posto fu costruito Palazzo Barocci, occupato attualmente da un hotel.

## Prime assolute (elenco incompleto)
- Helena rapita da Paride di Domenico Freschi, 1677
- Tullia superba di Domenico Freschi, 1678
- La Circe di Domenico Freschi, 1679
- Sardanapalo di Domenico Freschi, 1679
- Pompeo Magno in Cilicia di Domenico Freschi, 1681
- Olimpia vendicata di Domenico Freschi, 1681
- Giulio Cesare trionfante di Domenico Freschi, 1682
- Silla di Domenico Freschi, 1683
- Apio Claudio di Marco Martini, 1683
- L'incoronatione di Dario di Domenico Freschi, 1684
- Teseo tra le rivali di Domenico Freschi, 1685
- Giugurta, ovvero il Demone amante di Matteo Noris, 1685
- Falarido tiranno d'Agrigento di Giovanni Battista Bassani, 1685
- Il vitio depresso e la virtù coronata di Teofilo Orgiani, 1686
- Il Dioclete di Teofilo Orgiani, 1687
- La fortuna tra le disgratie di Paolo Biagio, 1688
- La Rosaura di Giacomo Antonio Perti, 1689
- Il trionfo dell'innocenza di Antonio Lotti, 1693
- Il principe selvaggio di Michelangelo Gasparini, 1696
- Radamisto di Tomaso Albinoni, 1698
- Diomede punito da Alcide di Tomaso Albinoni, 1700
- L'inganno innocente di Tomaso Albinoni, 1701
- Tiberio imperatore d'Oriente di Francesco Gasparini, 1702
- Giuseppe Boniventi di Giuseppe Boniventi, 1702
- Farnace di Antonio Caldara, 1703
- Pirro di Giuseppe Antonio Vincenzo Aldrovandini, 1704
- Virginio consolo di Antonio Giannettini, 1704
- Artaserse di Antonio Giannettini, 1705
- Creso tolto alle fiamme di Girolamo Polani, 1705
- La regina creduta re di Giovanni Bononcini, 1706
- La fede tra gl'inganni di Tomaso Albinoni, 1707
- Ifiginia di Agostino Bonaventura Coletti, 1707
- Armida al campo di Giuseppe Boniventi, 1708
- L'Endimione di Giuseppe Boniventi, 1709
- Il tradimento premiato di Girolamo Polani, 1709
- Berengario re d'Italia di Girolamo Polani, 1709
- Circe delusa di Giuseppe Boniventi, 1711
- La costanza in cimento con la crudeltà di Floriano Arresti, 1712
- Le passioni per troppo amore di Johann David Heinichen, 1713
- Nerone fatto Cesare di Francesco Gasparini, 1715
- Rodomento sdegnato di Michelangelo Gasparini, 1715
- Alessandro fra le Amazoni di Fortunato Chelleri, 1715
- L'amor di figlio non conosciuto di Tomaso Albinoni, 1716
- Penelope la casta di Fortunato Chelleri, 1717
- Meleagro di Tomaso Albinoni, 1718
- Cleomene di Tomaso Albinoni, 1718
- La caduta di Gelone di Giuseppe Maria Buini, 1719
- Amalasunta di Fortunato Chelleri, 1719
- Il pentimento generoso di Andrea Stefano Fiorè, 1719
- Armida delusa di Giuseppe Maria Buini, 1720
- Filippo re di Macedonia di Giuseppe Boniventi e Antonio Vivaldi, 1720
- Il pastor fido di Carlo Luigi Pietragrua, 1721
- Melinda e Tiburzio di Giuseppe Maria Orlandini, 1721
- La fede ne' tradimenti di Carlo Luigi Pietragrua, 1721
- Gli eccessi della gelosia di Tomaso Albinoni, 1722
- L'amor tirannico di Fortunato Chelleri, 1722
- Timocrate di Leonardo Leo, 1723
- La fede tradita e vendicata (RV 712), di Antonio Vivaldi (opera perduta) su libretto di Francesco Silvani, Carnevale 1726
- Medea e Giasone di Francesco Brusa, 1726
- Il Farnace di Antonio Vivaldi, 1727
- Gl'odi delusi dal sangue di Baldassare Galuppi e Giovanni Battista Pescetti, 1728
- Dorinda di Baldassare Galuppi e Giovanni Battista Pescetti, 1729
- I tre difensori della patria di Giovanni Battista Pescetti, 1729
- Elenia di Tomaso Albinoni, 1730
- Gli sponsali d'Enea di Bartolomeo Cordans, 1731
- Ardelinda di Tomaso Albinoni, 1732
- Grullo e Moschetta di Giuseppe Maria Orlandini, 1732
- Alessandro nelle Indie di Giovanni Battista Pescetti, 1732
- L'ortolana contessa di Giuseppe Maria Buini e altri, 1732
- La caduta di Leone, imperator d'Oriente di Giuseppe Antonio Paganelli, 1732
- Argenide di Baldassare Galuppi, 1733
- Ginestra e Lichetto di Giuseppe Antonio Paganelli, 1733
- L'ambizione depressa di Baldassare Galuppi, 1733
- Tigrane di Giuseppe Antonio Paganelli, 1733
- Candalide di Tomaso Albinoni, 1734
- Tamiri di Baldassare Galuppi, 1734
- Lucio Vero di Francesco Araja, 1735
- Elisa regina di Tiro di Baldassare Galuppi, 1736
- Ergilda di Baldassare Galuppi, 1736
- Artaserse Longimano di Antonio Gaetano Pampani, 1737
- Ezio di Giovanni Battista Lampugnani, 1737
- Argenide di Pietro Chiarini, 1738
- Achille in Sciro di Pietro Chiarini, 1739
- Candaspe (Campaspe) regina de' Sciti  di Giovanni Battista Casali, 1740
- Berenice di Baldassarre Galuppi, 1741
- Artamene di Tomaso Albinoni, 1741
- Il vincitor di se stesso di Ignazio Fiorillo, 1741
- L'impresario delle Isole Canarie di Leonardo Leo, 1741
- Ambleto di Giuseppe Carcani, 1742
- Armida di Ferdinando Bertoni, 1746
- La caduta d'Amulio di Antonio Gaetano Pampani, 1746
- Scipione nelle Spagne di Baldassare Galuppi, 1746
- Il re dispietato di Giuseppe Maria Buini, 1747
- Tigrane di Giovanni Battista Lampugnani, 1747
- L'Arcadia in Brenta di Baldassare Galuppi, 1749
- Il feudatario di Carlo Goldoni, 1752
- La locandiera di Carlo Goldoni, 1753
- La donna vendicativa di Carlo Goldoni, 1753
- Amor contadino di Giovanni Battista Lampugnani, su  libretto di Carlo Goldoni, 1760
- Amore in caricatura di Vincenzo Legrenzio Ciampi, su libretto di Carlo Goldoni, 1761
- L'amore artigiano di Gaetano Latilla su libretto di Carlo Goldoni, 1761
- Siface di Domenico Fischietti, 1761
- Li scherzi d'amore di Francesco Maggiore, 1762
- Tieste di Ugo Foscolo, 1797
- Riverente gratulazione per le glorie di Francesco II di Francesco Gardi, 1799
- Il medico a suo dispetto, ossia La muta per amore di Francesco Gardi, 1800
- Il carretto del venditore d'aceto di Johann Simon Mayr, 1800
- La casa da vendere di Giuseppe Antonio Capuzzi o Francesco Gardi, 1804